# Zymbrzeg
Zymbrzeg (Zimny Brzeg) – zniesiona wieś, obecnie w granicach wsi Grabie w Polsce, w województwie małopolskim, w powiecie wielickim, w gminie Wieliczka. Leży na prawym (południowym) brzegu Wisły, sąsiadując od zachodu ze Szczurowem, od północy (granica na Wiśle) z Krakowem (Nowa Huta), od wschodu z Grabiami właściwymi, a od południa z wsią Węgrzce Wielkie.
Zymbrzeg rozciągał się wzdłuż zachodniej drogi skupiska grabskiego (na wschód od starego koryta Wisły). Leżący między Zymbrzegiem a Grabiem Gruczyn stanowił wspólną własność.

## Historia
Zymbrzeg (od Zimny Brzeg) to dawniej samodzielna wieś. W XVI wieku stanowił własność Jerzego Brańskiego. Wraz z pobliskim Szczurowem stanowił odrębną gminę jednostkową w powiecie wielickim. W 1867 włączony ze Szczurowem do Grabia W 1900 roku liczba mieszkańców (ze Szczurowem) wynosiła 200. Szczurów stanowił eksklawę Zymbrzegu (a później Grabia), oddzieloną od niego zakolem Wisły, należącym do gminy jednostkowej Branice w powiecie krakowskim. Po wyrównaniu koryta Wisły, zakole to przekształciło się w starorzecze, które częściowo osuszono, w związku z czym powstało połączenie lądowe między Szczurowem a Zymbrzegiem i Grabiem właściwym. Tę część gminy Branice (w gminie Ruszcza) włączono w styczniu 1951 do Grabia (w gminie Wieliczka).
Nazwa Zymbrzeg wyszła z użycia, a jedynym miejscem, w którym jeszcze funkcjonuje, to „Wykaz dróg gminnych” gminy Wieliczka, gdzie droga nr 560932 nazywa się Grabie Zembrzeg. Dwa przystanki autobusowe w Zymbrzegu nazywają się Gruczyn i Dom Kultury.